# Syncephalis asymmetrica
Syncephalis asymmetrica är en svampart som beskrevs av Tiegh. & G. Le Monn. 1873. Syncephalis asymmetrica ingår i släktet Syncephalis och familjen Piptocephalidaceae.   Inga underarter finns listade i Catalogue of Life.